# Bhojudih
Bhojudih é uma vila no distrito de Bokaro, no estado indiano de Jharkhand.

## Geografia
Bhojudih está localizada a 23° 38′ N, 86° 27′ L. Tem uma altitude média de 138 metros (452 pés).

## Demografia
Segundo o censo de 2001, Bhojudih tinha uma população de 8936 habitantes. Os indivíduos do sexo masculino constituem 54% da população e os do sexo feminino 46%. Bhojudih tem uma taxa de literacia de 64%, superior à média nacional de 59,5%; a literacia no sexo masculino é de 75% e no sexo feminino é de 51%. 12% da população está abaixo dos 6 anos de idade.